# Bedout
Bedout (eigenlijk Bedout High of Bedout Structure) is een grote mogelijke inslagkrater voor de noordwestelijke kust van Australië van ongeveer 200 kilometer in doorsnede. De structuur is genoemd naar het eiland Bedout.
De krater werd in 2004 in verband gebracht met de inslag van een groot projectiel rond 251 miljoen jaar geleden, op de overgang tussen de perioden Perm en Trias. Op dezelfde overgang vond er op Aarde een massa-extinctie plaats, de Perm-Trias-massa-extinctie. Tijdens deze extinctie stierf meer dan 90% van het leven op Aarde uit.
Sedimentmonsters uit de krater lijken in leeftijd overeen te komen met het tijdstip van de Perm-Trias-overgang, en de geschokte kwarts die op de locatie wordt gevonden lijkt consistent te zijn met een meteorietinslag. Sommige wetenschappers houden echter vol dat de vorm van de krater niet consistent is met een inslag. In plaats daarvan zou het verschijnsel anders uitgelegd kunnen worden, zoals een eigenaardigheid in de geologische structuur. Bovendien is geen iridium aangetroffen, wat normaliter gekoppeld wordt aan grote meteorietinslagen.
Onderzoek zal in de komende jaren moeten uitwijzen of het inderdaad een meteorietkrater is.